# Пол Джозеф Вайц
Пол Джозеф Вайц (англ. Paul Joseph Weitz; 1932—2017) — американський морський офіцер і льотчик, інженер, авіаційний льотчик-випробувач, астронавт НАСА. Здійснив два космічні польоти — як пілот на космічному кораблі «Скайлеб-2» і як командир шатла Челленджер — STS-6, зробив два виходи у відкритий космос.
На службі у ВМС США — з 1954 року, після проходження військової підготовки в Університеті штату Пенсильванія на курсах підготовки у Військово-морському корпусі підготовки офіцерів запасу. У 1954—1955 роках служив на борту ескадреного міноносця, потім був направлений на льотну підготовку, яку закінчив у вересні 1956 року.
У 1964 році в аспірантурі Вищої школи ВПС США здобув ступінь магістра наук з авіаційної техніки.
З 1988 року по травень 1994 року працював заступником директора Космічного центру імені Ліндона Джонсона.
Помер 23 жовтня 2017 року від мієлодиспластичного синдрому.